# Sella di Arten
La Sella di Arten (318 m s.l.m.) è un valico alpino della provincia di Belluno. Prende il nome dalla vicinissima località di Arten, in comune di Fonzaso.
Si tratta piuttosto di un ampio corridoio pianeggiante, delimitato a nordest dal monte Aurin (745 m) e a sudovest del monte Roncone (1.168 m). Si apre sulle valli del Cismon (a nordovest) e dello Stizzon-Sonna (a sudest), mettendole in comunicazione. Vi transita la SR 50
Dal punto di vista orografico, divide le Dolomiti (Vette Feltrine, a nord) dalle Prealpi Venete (Massiccio del Grappa, a sud).